# Effedia - Sulla mia cattiva strada
Effedia - Sulla mia cattiva strada è una compilation di Fabrizio De André, pubblicata nel 2008.

## Contenuti
La raccolta si divide in tre dischi, di cui due audio ed uno video in cui Fabrizio racconta sé stesso, la sua vita, la nascita dei suoi più grandi successi. Include tre canzoni inedite (Bella se vuoi volare, Maria Giuana, Dai monti della Savoia), una versione inedita di Don Raffaè e una di Cielito lindo. Include l'ultima canzone registrata in studio da De André, il duetto con Mina ne La canzone di Marinella.
La parola "Effedia" deriva dalle iniziali del nome di De André (Fabrizio De André).

## Tracce

### Cd 1
1. Bella se vuoi volare (inedita, rivisitazione goliardica di un canto popolare)
2. La cattiva strada
3. La città vecchia
4. Dolcenera
5. Le acciughe fanno il pallone
6. Quello che non ho
7. Il gorilla
8. Le passanti
9. Amore che vieni amore che vai
10. La ballata del Miché
11. La canzone di Marinella con Mina
12. La ballata dell'eroe
13. La guerra di Piero con la Premiata Forneria Marconi
14. Sidún
15. Fiume Sand Creek
16. Girotondo
17. Cielito lindo (registrazione inedita) con la Banda Osiris
18. Canzone del maggio
19. Il testamento di Tito
20. Bocca di rosa

### Cd 2
1. Maria Giuana (registrazione inedita di un canto popolare piemontese)
2. Via del Campo
3. Creuza de mä
4. Khorakhané, a forza di essere vento con Luvi De André
5. Monti di Mola
6. Andrea
7. Rimini
8. Hotel Supramonte
9. Ho visto Nina volare
10. Un malato di cuore
11. Don Raffaè (versione inedita) con Roberto Murolo
12. Preghiera in gennaio
13. Se ti tagliassero a pezzetti
14. La domenica delle salme
15. Ottocento
16. Amico fragile
17. Dai monti della Savoia (registrazione inedita di brano inedito; testo di Giovanni Carlo Antonio Prati, dalla poesia Il Savojardo, nell raccolta di poesie "Canti per il popolo" del 1843[3])

### DVD
1. Effedia, Sulla mia cattiva strada. Un film di Teresa Marchesi, montaggio Danilo Galli. Con

- Fabrizio De André
- Georges Brassens
- Enza Sampò
- Mina
- Franco Battiato
- Mia Martini
- Zucchero Fornaciari
- Fernanda Pivano
- Roberto Murolo
- Luigi Tenco
- Sergio Castellitto
- Gabriele Salvatores
- Wim Wenders
- Fiorello
- Vasco Rossi